# 法定語文條例
《法定語文條例》（英語：Official Languages Ordinance）是香港一則旨在訂定香港的法定語文並訂定這些語文的地位與應用的條例。條例宣布，在政府或公職人員與公眾人士之間的事務往來上以及在法院程序上，香港的法定語文為中文和英文，兩者享有同等地位。條例又規定所有條例均須以兩種法定語文制定及頒布，並容許法官、裁判官或其他司法人員選擇採用其中一種語言進行司法程序，視乎他認為何者適當而定。

## 歷史
香港自成為英國殖民地之後，大部分政府文書都以英文為主。
香港教育界及大專學生從1970年起開始爭取香港人最常用的中文成為法定語文。香港政府於是在1971年成立公事上使用中文問題研究委員會，並最終給予中文與英文同等的法定地位。

## 施行
1974年，政府動議的《法定語文條例》生效後，中文獲立為法定語文的一種，政府與公眾的往來可使用中文或英文。但條例第4條規定：「所有法例均只能用英文制定。」顯示英文法律地位高於中文。1987年起才進一步規定所有法例都必須以中英文制定和頒佈。
專責處理法定語文的部門是公務員事務局轄下的法定語文事務部，負責管理法定語文主任、即時傳譯主任及繕稿員三個職系，職責包括：為政府提供翻譯、傳譯和審稿服務，及就政府內部使用法定語文訂立制度等等。
1989年，香港首次以中英雙語立法，並於1997年5月前完成以往英文法律的中文翻譯。但香港政府的行政體系在該法通過後依然以使用英語為主，1997年主權移交後二十年，這一情況也並未改變。

## 外部連結
- 法定語文條例全文 （页面存档备份，存于）